# Isak Alemayehu
Isak Alexander Alemayehu Mulugeta, född 11 oktober 2006, är en svensk fotbollsspelare som spelar för Djurgårdens IF.

## Klubblagskarriär

### Djurgårdens IF
Isak Alemayehu gjorde debut för Djurgårdens IF den 6 november 2022 mot Mjällby AIF. Med sina 16 år och 26 dagar blev han en av de yngsta debutanterna någonsin i allsvenskan. Han gjorde sitt första seniormål i karriären i Djurgårdens 1-4 förlust mot Chelsea i 2025 års semifinal av UEFA Conference League.

### Feyenoord
Den 18 januari 2024 lånades han ut till holländska Feyenoord fram till sommaren, där han tillhörde deras akademilag.

### FC Stockholm
Under hösten 2024 lånades han ut med dubbel speltillhörighet till division 1-klubben FC Stockholm.

## Landslagskarriär
Isak Alemayehu har representerat det svenska U17-landslaget och där gjort fem mål på 13 matcher.

## Statistik
| Klubb                                                     | Säsong         | Liga           | Liga    | Liga | Liga   | Nationell cup | Nationell cup | Nationell cup | Europaspel | Europaspel | Europaspel | Totalt  | Totalt | Totalt |
| Klubb                                                     | Säsong         | Division       | Matcher | Mål  | Assist | Matcher       | Mål           | Assist        | Matcher    | Mål        | Assist     | Matcher | Mål    | Assist |
| --------------------------------------------------------- | -------------- | -------------- | ------- | ---- | ------ | ------------- | ------------- | ------------- | ---------- | ---------- | ---------- | ------- | ------ | ------ |
| Djurgårdens IF                                            | 2022           | Allsvenskan    | 1       | 0    | 0      | 0             | 0             | 0             | 1          | 0          | 0          | 2       | 0      | 0      |
| Djurgårdens IF                                            | 2023           | Allsvenskan    | 0       | 0    | 0      | 0             | 0             | 0             | 0          | 0          | 0          | 0       | 0      | 0      |
| Djurgårdens IF                                            | 2024           | Allsvenskan    | 0       | 0    | 0      | 1             | 0             | 0             | 0          | 0          | 0          | 1       | 0      | 0      |
| Djurgårdens IF                                            | Totalt         | Totalt         | 1       | 0    | 0      | 1             | 0             | 0             | 1          | 0          | 0          | 3       | 0      | 0      |
| Feyenoord (lån)                                           | 2023-24        | Eredivisie     | 0       | 0    | 0      | 0             | 0             | 0             | 0          | 0          | 0          | 0       | 0      | 0      |
| Feyenoord (lån)                                           | Totalt         | Totalt         | 0       | 0    | 0      | 0             | 0             | 0             | 0          | 0          | 0          | 0       | 0      | 0      |
| FC Stockholm (lån)                                        | 2024           | Ettan Norra    | 4       | 0    | 0      | 0             | 0             | 0             | —          | —          | —          | 0       | 0      | 0      |
| FC Stockholm (lån)                                        | Totalt         | Totalt         | 4       | 0    | 0      | 0             | 0             | 0             | —          | —          | —          | 4       | 0      | 0      |
| Hela karriären                                            | Hela karriären | Hela karriären | 5       | 0    | 0      | 1             | 0             | 0             | 1          | 0          | 0          | 7       | 0      | 0      |
| Antal matcher och mål är korrekt per den 17 november 2024 |                |                |         |      |        |               |               |               |            |            |            |         |        |        |